# Aukonsaari
Aukonsaari är en ö i Finland. Den ligger i Kalajoki älv och i kommunen Kalajoki i den ekonomiska regionen  Ylivieska ekonomiska region  och landskapet Norra Österbotten, i den centrala delen av landet, 500 km norr om huvudstaden Helsingfors. Öns area är 1 hektar och dess största längd är 180 meter i nord-sydlig riktning.